# Stát vs. Fritz Bauer
Stát vs. Fritz Bauer  (v originále Der Staat gegen Fritz Bauer) je německý hraný film z roku 2015, který režíroval Lars Kraume podle vlastního scénáře. Film popisuje skutečný příběh frankfurtského generálního prokurátora Fritze Bauera, který usiloval o soudní potrestání nacistických zločinců. Snímek měl světovou premiéru na Mezinárodním filmovém festivalu v Locarnu 7. srpna 2015.

## Děj
Hesenský generální prokurátor Fritz Bauer je pověřen stíháním nacistických zločinců. V jeho aktivitách ho však brzdí politici i zástupci bezpečnostní služby, z čehož je Bauer rozladěný. Zjistí, že se spisy ztrácejí i z jeho kanceláře. Jednoho dne obdrží z Argentiny dopis, že se Adolf Eichmann skrývá pod falešnou identitou v Buenos Aires. Ochotu ke spolupráci však nenachází ani u německé kriminální služby, ani u Interpolu. Rozhodne se proto sám kontaktovat Mosad i s vědomím, že se dopouští vlastizrady. Odletí do Jeruzaléma, kde se setká se zástupci Mosadu. Mosad však požaduje další důkaz o Eichmannově pobytu právě v Buenos Aires. Bauer se po návratu svěří o svých krocích s mladým prokurátorem Karlem Angermannem, kterému jedinému důvěřuje.
Angermann konzultuje s Bauerem obžalobu proti homosexuálovi podle § 175. Na Bauerovu radu navrhne jen mírný trest. Victoria, přítelkyně obžalovaného, poděkuje Angermannovi a pozve ho do nočního podniku „Kokett“. Angermann se do ní zamiluje, ale jedná se o trassexuála. BKA při jednom z jejich milostných setkání pořídí kompromitující fotografie.
Když Bauer zjistí, že bývalý nacista Schneider pracuje u Daimler-Benz v personálním oddělení pro Jižní Ameriku, pod tlakem z něj získá Eichmannovo krycí jméno. Tím získá pro Mosad konkrétní stopu. Eichmann je následně v Argentině unesen Mosadem a dopraven do Izraele. Bauerova žádost o vydání Eichmanna do Německa je však spolkovou vládou zamítnuta s ohledem na plánovanou dodávku německých zbraní pro Izrael a z možné Eichmannovy výpovědi před německým soudem, neboť ve státním aparátu stále působí velké množství bývalých nacistů. Angermanna vydírá kriminální služba, aby udal Bauera, že spolupracoval s Mosadem. Ten se však sám udá na policii pro porušení § 175. Bauer se následně pustí do procesu s dozorci v Osvětimi.

## Obsazení
| Burghart Klaußner    | Fritz Bauer         |
| Ronald Zehrfeld      | Karl Angermann      |
| Sebastian Blomberg   | Ulrich Kreidler     |
| Jörg Schüttauf       | Paul Gebhardt       |
| Lilith Stangenberg   | Victoria            |
| Laura Tonke          | slečna Schütt       |
| Götz Schubert        | Georg-August Zinn   |
| Cornelia Gröschel    | Charlotte Angermann |
| Robert Atzorn        | Charlottin otec     |
| Matthias Weidenhöfer | Zvi Aharoni         |
| Rüdiger Klink        | Heinz Mahler        |
| Paulus Manker        | Friedrich Morlach   |
| Michael Schenk       | Adolf Eichmann      |
| Tilo Werner          | Iser Har'el         |
| Dani Levy            | Chajim Kohen        |
| Nikolai Will         | prokurátor Warlo    |

## Ocenění
- Mezinárodní filmový festival v Locarnu – cena publika
- Hessischen Filmpreis – nejlepší film
- Bayerischen Filmpreis – nejlepší herec (Burghart Klaußner)
- Cena Jupiter – nominace v kategorii nejlepší německý herec (Burghart Klaußner)
- Günter-Rohrbach-Filmpreis – nejlepší film, nejlepší herec (Burghart Klaußner), nejlepší hudba (Christoph M. Kaiser, Julian Maas)
- Deutschen Filmpreises – ocenění v kategoriích nejlepší film, nejlepší režie, nejlepší herec ve vedlejší roli (Ronald Zehrfeld), nejlepší scénář, nejlepší výprava a nejlepší kostýmy
- Rolf-Hans Müller Preis für Filmmusik – cena za hudbu (Christoph M. Kaiser, Julian Maas)